# سيابند عكيد
سيابند عكيد لاعب كرة قدم عراقي من محافظة دهوك إقليم كردستان العراق يلعب حاليا في نادي دهوك

## سيرته المهنية
بدأ سيابند عكيد مع نادي دهوك كلاعب ظهير أيمن بعدها تم استدعاء اللاعب لمنتخب العراق الأولمبي